# イーグルマウンテン (ユタ州)
イーグルマウンテン（Eagle Mountain）は、アメリカ合衆国ユタ州のユタ郡にある都市。人口は4万3623人（2020年）。ソルトレイクシティのベッドタウンである。

## 歴史
1996年に町として法人化した若い自治体である。2001年に市となった。開発が始まったのは法人化後である。手頃な価格の住宅が大量に供給され、人口は急速に増加した。

## 地理
郡内の主要都市はユタ湖の東側、州間高速道路15号線沿いに集まっているが、イーグルマウンテンは湖の西側に立地している。

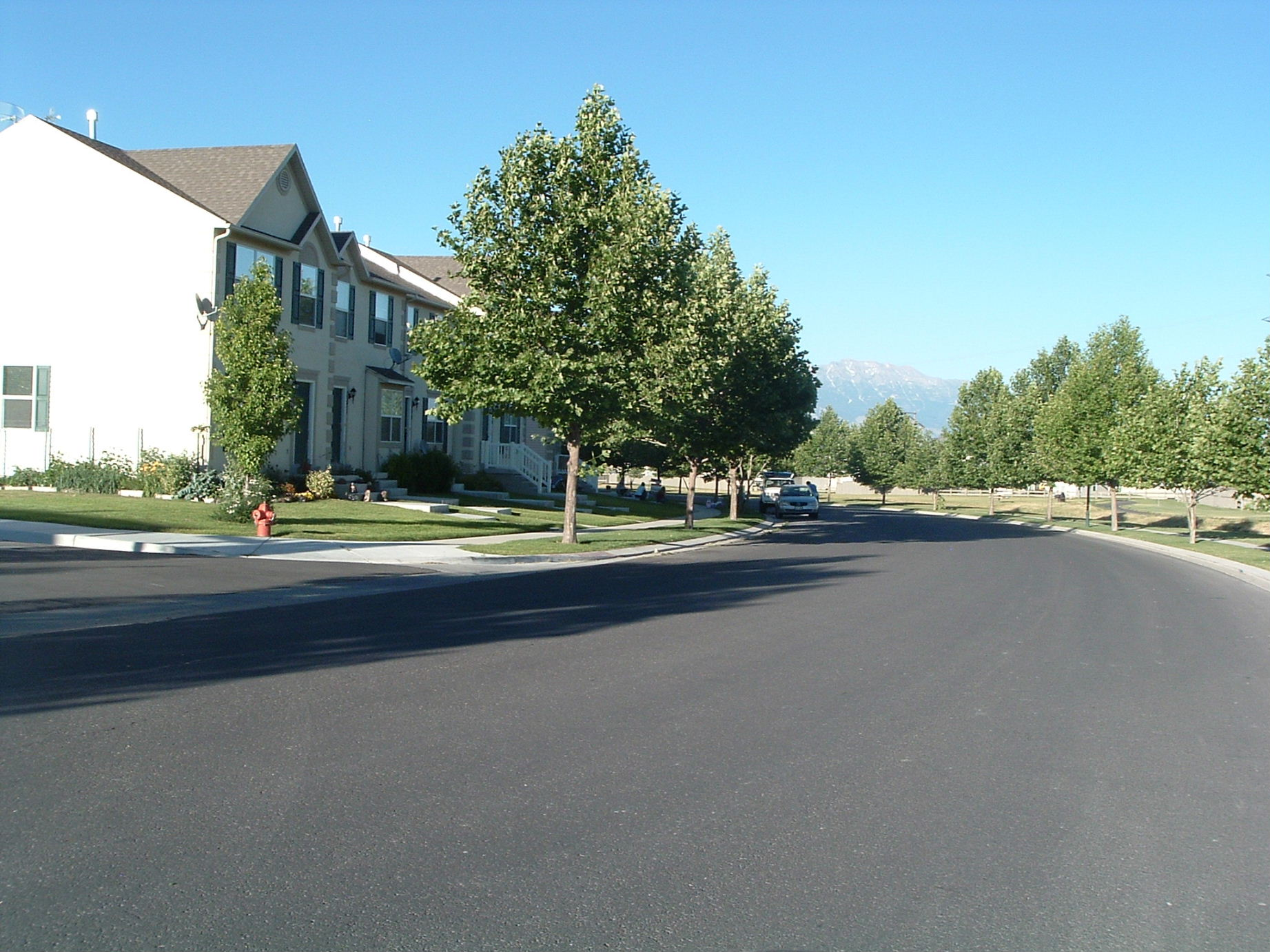
イーグルマウンテンの住宅地